# Axel Leijonhufvud (1824–1908)
Axel Hjalmar Leijonhufvud, född den 12 september 1824 i Västerrum, Kalmar län, död den 23 november 1908 i Stockholm, var en svensk friherre och militär. Han var bror till Erik Leijonhufvud samt far till Sigrid, Eva, Gösta och Sten Leijonhufvud.

## Biografi
Leijonhufvud blev underlöjtnant vid Andra livgrenadjärregementet 1846, löjtnant där 1853 samt vid Svea livgarde samma år och kapten där 1860. Han blev ordonnansofficer hos kronprinsen 1858, kammarherre hos kronprinsen 1859 och hos drottning Lovisa samma år samt adjutant hos kung Karl 1861. Leijonhufvud blev major 1872, överstelöjtnant 1873, sekundchef för Livregementets grenadjärkår 1879 samt överste och chef för Södermanlands regemente 1881. Han fick avsked från regementet 1887. Leijonhufvud invaldes som ledamot av Kungliga Krigsvetenskapsakademien 1880. Han blev riddare av Nordstjärneorden 1862 och av Svärdsorden 1868 samt kommendör av första klassen av sistnämnda orden 1886. Leijonhufvud vilar på Norra begravningsplatsen utanför Stockholm.